# Kim Kristensen (journalist)
 Der er flere personer med dette navn, se Kim Kristensen.
Kim Kristensen (født 1965) er en dansk journalist og forfatter.
Kim Kristensen har læst statskundskab ved Aarhus Universitet (speciale om International politik ikke afsluttet).[kilde mangler]
Han har en M.A. i "Defense and Disarmament Studies" fra Hull University i England, 1990, og blev uddannet som journalist fra Danmarks Journalisthøjskole i 1997.
Derefter blev han journalist på Ritzaus udlandsredaktion i 1997 og ved Christiansborg-redaktionen i 1998.
Politisk reporter på Christiansborg redaktionen, Dagbladet Information 2012-2018. Journalist på netmediet Solidaritet 2019-2020 og 2020-2021 Netavisen Pio.
I 2009 udgav Kim Kristensen med journalist Esben Agerlin Olsen bogen "Bare kald mig Lene - Portræt af en politiker", en biografi om den konservative politiker Lene Espersen.
I 2015 udgave han biografien "Søren Søndergård - professionel revolutionær" og i 2019 bogen om partiet Enhedslisten "Det hærdede stål".